# Annie Oakleyová
Annie Oakleyová, rodným jménem Phoebe Ann Moseyová (13. srpna 1860 Darke County – 3. listopadu 1926 Greenville), byla americká ostrostřelkyně. Střílet se naučila již v osmi letech a první střeleckou soutěž vyhrála ve svých 15 letech. Jejím soupeřem byl Frank E. Butler, za kterého se později provdala. Pár se v roce 1885 připojil k show Buffalo Bill's Wild West.

## Životopis
Narodila se 13. srpna 1860 poblíž Willowdellu v Darke County. v Ohiu. Byla pátým narozeným dítětem z osmi sourozenců. Její otec zemřel když jí bylo šest let. Po smrti otce žila rodina v bídě. Její matka ji musela časem dát do sirotčince, protože nemohla uživit všechny své děti. V sirotčinci získala vzdělání a naučila se šít. Přes své budoucí úspěchy a bohatství zůstala po celý svůj život šetrná.
Po návratu ze sirotčince se snažila zlepšit životní úroveň své rodiny tím, že se naučila lovit. Střelivo bylo drahé a tak se snažila, aby každý výstřel byl úspěšný, čímž se stále zdokonalovala. Nakonec rodina měla úlovků přebytek a tak maso začala prodávat do restaurací. S výnosy z lovu byla tak úspěšná, že v 15 letech vyplatila rodinnou farmu, v níž rodina žila.
Majitel restaurace v Cincinnati věděl o jejích kvalitách a navrhl ji, aby vstoupila do soutěže střelců proti Frankovi Butlerovi. Butler ji nepovažoval za vážného soupeře a zdálo se mu směšné, když se dozvěděl, že dívka zaplatila poplatek 50 dolarů, aby ho v soutěži porazila. Annie Oakleyová soutěž vyhrála, když zasáhla 25 střelami 25 cílů, zatímco Butler pouze 24 cílů. V roce 1875 se stali manželi a od roku 1882 tvořili střelecký pár, který cestoval po celém regiónu. Sláva Franka Butlera postupně klesala, protože jeho žena byla, jako ostrostřelkyně atraktivnější a tak se Frank Butler časem stal jejím manažerem. V roce 1885 podepsali lukrativní smlouvu se společností Buffalo Bill's Wild West. Poté 17 sezón cestovali s touto proslulou show, ve které byla známá jako Little Sure Shot. S touto show navštívili i Evropu, když v roce 1887 vystoupili v Londýně.
Oakleyová zemřela ve věku 66 let, 3. listopadu 1926 v domě sestry v Greenville v Ohiu a je pohřbena na Brockově hřbitově u Willowdellu v Ohiu. Frank Butler ji následoval o 19 dní později, když se nedokázal vyrovnat s její smrtí, přestal jíst a zemřel na vyhladovění.